# Kenneth 2. af Skotland
Kenneth II af Skotland (Cináed mac Maíl Choluim), søn af Malcolm 1. af Skotland, efterfulgte Culen, søn af Indulf, som var blevet dræbt af brythonerne fra Stathclyde i 971 i Lothian. Kenneth kunne ikke etablere sig som enekonge i Skotland, før han havde fået Culens bror Amlaíb dræbt i 977. Hans hovedområde, som det havde været for alle andre skotske konger af Kenneth MacAlpins æt, lå nord for floden Tay.
Kenneth II begyndte sit styre med at hærge i det engelske kongedømme, men han mistede størstedelen af sin hær ved floden Cornag. Kort tid efter angreb han Eadulf, jarl af den nordlige halvdel af Northumbria og hærgede store dele af dennes område. Kenneth befæstede fjordene ved Forth som forsvar mod englænderne og invaderede atter Northumbria og tog jarlens søn til fange. På omtrent denne tid gav han også byen Brechin til kirken.
I henhold til engelske krønikeskrivere betalte Kenneth II skat til kong Edgar af England for afståelsen af Lothian, men påstanden skyldes sandsynligvis kontroversen om Skotlands position.
Mormaerne, Kenneth II`s jarler, var under hele hans regime optaget af stridigheder med den norrøne jarl Sigurd af Orkneyøerne om rettighederne til området Caithness og andre nordlige områder i Skotland så langt sydpå som Spey. I disse stridigheder havde skotterne ikke større succes.
På et tidspunkt giftede Kenneth II sig, men detaljerne er uklare. Hans hustru siges at have været en prinsesse fra Leinster ifølge det irske middelalderdigt Bercháns profeti, men hendes navn, forældre og skæbne er ukendt. Ægteskabet resulterede dog i sønnen Máel Coluim mac Cináeda (Malcolm 2. af Skotland).
I 995 døde Kenneth II ved Fettercairn i Mearns. I henhold til nogle kilder blev han forræderisk snigmyrdet af sine egne undersåtter på grund af intriger af Finnguala, datter af Cuncar, mormaer af Angus. Kenneth II blev gravlagt på øen Iona.